# 伦敦一家人
《伦敦一家人》，是2016年英国上映的一部动画电影，由罗杰·梅因伍德根据雷蒙德·布里格斯的同名漫画作品进行改编，该作主要讲述的是雷蒙德·布里格斯父母在20世纪20年代至70年代发生的故事。该作收到了很多的好评。

## 剧情简介
该作主要讲述的是雷蒙德·布里格斯父母从相识到相爱，直到纷纷去世的故事。

## Cast
- 卢克·崔德威[5]
- 吉姆·布劳德本特
- 布兰达·布莱斯
- 帕姆·费里斯
- 罗杰·阿拉姆
- 彼得·怀特
- 弗吉尼亚·麦肯娜
- 茱恩·布朗
- 西蒙·戴
- 亚历克斯·乔丹
- 哈利·柯勒特

## 制作内幕
该作最初由约翰·科茨制作，后来其与2012年去世，之后由其他人接替其继续完成这部作品。 影片的配音阵容于2015年8月3日公布。